# Jonathan Adler
Jonathan Adler (* 11. August 1966 in New Jersey) ist ein US-amerikanischer Keramiker, Designer und Autor. Nachdem er 1993 seine erste Keramikkollektion vorstellte, erweiterte er das Sortiment fünf Jahre später auf Möbel und Wohnaccessoire und eröffnete eine Boutique im New Yorker Stadtviertel SoHo. Heute führt Jonathan Adler ein gleichnamiges Unternehmen, das weltweit 30 Ladengeschäfte betreibt.

## Karriere als Designer
Jonathan Adler entdeckte im Alter von zwölf Jahren sein Interesse an der Töpferei, das ihm mit seinem Vater gemein ist. Dieser ist jedoch nicht beruflich als Keramiker tätig, sondern arbeitet als Jurist. Als Jonathan Adler später an der Brown University in Rhode Island für Semiotik und Kunstgeschichte eingeschrieben war, verbrachte er die meiste Zeit nicht mit dem Studium dieser Fächer, sondern fertigte Keramiken an der benachbarten Rhode Island School of Design. Sein dortiger Professor attestierte ihm jedoch, er habe kein Talent zur Töpferei; er solle diesen Traum aufgeben und stattdessen Jura studieren. Nach Abschluss seines Studiums an der Brown University arbeitete Adler für drei Jahre als Assistent in der Unterhaltungsindustrie, bevor er sich – der Warnung des Professors an der Rhode Island School of Design zum Trotz – wieder der Keramik zuwandte. 2013 sagte Adler in einem Interview, jede kreativ tätige Person sollte einen Schwarzseher haben, um gegen dessen pessimistische Prophezeiungen rebellieren zu können.
Ab 1990 gab Adler Unterricht an der Töpfereischule Mud, Sweat 'n' Tears in New York City und durfte sich als Gegenleistung ein Atelier in den Räumen der Schule einrichten. 1993 bot er einige seiner Werke den Einkäufern der Luxuskaufhauskette Barneys New York an, die daraufhin bei ihm bestellten. Die steigenden Verkaufszahlen erlaubten ihm, die Herstellung von Keramiken als Hauptberuf zu betreiben. Noch im gleichen Jahr gründete er das nach ihm benannte Unternehmen. Im Jahr 1998 eröffnete Adler eine erste Boutique im New Yorker Stadtviertel SoHo. Heute betreibt das Unternehmen 30 Geschäfte weltweit'; seine Produkte sind bei über 1000 Händlern erhältlich. In Deutschland werden die Produkte des Unternehmens seit dem Jahr 2001 über Markanto.de angeboten. Die Produktpalette wurde über Keramiken hinaus erweitert und umfasst nun auch Textilien, Wohnaccessoires und Möbel.
Jonathan Adler kooperiert mit der Non-Profit-Organisation Aid to Artisans, deren Ziel es ist, Kunsthandwerker in Schwellenländern mit Auftraggebern aus Industrienationen in Kontakt zu bringen. Ein Großteil des Produktsortiments wird auf diese Weise von Kunsthandwerkern in Peru gefertigt, wobei südamerikanische Handwerkstraditionen auch als Inspirationsquelle auf einige der Produkte zurückgewirkt haben.
Jonathan Adler hat die Einrichtung für mehrere Hotels und Wohnbauten entworfen. So gestaltete er 2004 die Einrichtung des Parker Palm Springs Hotel. Im Jahr 2016 überarbeitete er Erscheinungsbild des Hotels erneut von Grund auf; bei dieser Gelegenheit ließ er eine über zwei Meter große Messingskulptur, die eine Banane darstellt, an prominenter Stelle installieren.
In beiden Staffeln der Fernsehserie Top Design des amerikanischen Fernsehsenders Bravo Network fungierte Jonathan Adler als Juror.

## Privatleben
Im September 2008 heiratete Jonathan Adler in Kalifornien seinen Lebenspartner Simon Doonan, mit dem er zu diesem Zeitpunkt seit 14 Jahren zusammen lebte. Das Paar lebt in einem Appartement in Greenwich Village, sowie in einem Haus auf Shelter Island. Adler sprach sich erstmals 2009 öffentlich für die gleichgeschlechtliche Ehe aus. und kooperiert mit mehreren Organisationen, die sich für Schwulenrechte einsetzen. Sowohl Adler als auch Doonan haben Videos für Dan Savages It Gets Better Project aufgenommen.

## Buchveröffentlichungen
- My Prescription for Anti-depressive Living. HarperCollins, New York 2005, ISBN 0-06-082053-5.
- Jonathan Adler on Happy Chic Accessorizing. Sterling Publishing,  New York 2010, ISBN 978-14027-7430-0.
- Jonathan Adler on Happy Chic Colors. Sterling Publishing, New York 2010, ISBN 978-1-4027-7431-7.
- 100 Ways to Happy Chic Your Life. Sterling Publishing, New York 2012, ISBN 978-1-4027-7507-9.